# Roberto Anzolin
Roberto Anzolin (født 18. april 1938, død 6. oktober 2017) var en italiensk fodboldspiller (målmand).
Efter at have startet sin karriere hos Palermo tilbragte Anzolin ni år af sin karriere hos Juventus i Torino. Her spillede han fra 1961 til 1970, og var med til at vinde både et italiensk mesterskab og en Coppa Italia-titel.
Anzolin spillede desuden én kamp for italienske landshold, en venskabskamp mod Mexico i juni 1966. Han var efterfølgende med i truppen til VM 1966 i England uden dog at komme på banen.

## Titler
Serie A
- 1967 med Juventus

Coppa Italia
- 1965 med Juventus